# Haliclona kaikoura
Haliclona kaikoura är en svampdjursart som beskrevs av Patricia R. Bergquist och Warne 1980. Haliclona kaikoura ingår i släktet Haliclona och familjen Chalinidae. Inga underarter finns listade i Catalogue of Life.